# Josep Fontserè
Fontserè  Mestre est un nom espagnol. Le premier nom de famille, en général paternel, est Fontserè ; le second, en général maternel, souvent omis, est Mestre.
Josep Fontserè i Mestre (en espagnol : José Fontseré Mestre), né en 1829 à Barcelone et mort le 15 mai 1897 dans la même ville, est un architecte catalan du XIXe siècle avec lequel collabore Antoni Gaudí, à ses débuts, au sortir de l'École d'architecture de Barcelone, notamment sur le projet du parc de la Ciutadella.

## Biographie
Fils de l'architecte Josep Fontserè et Domènech et frère du maître d'œuvre Eduard Fontserè.
À partir de l'année 1860 il a fini le projet de l'ensemble manufacturier de Can Ricart, au Poblenou de Barcelone, commencé par l'architecte Josep Oriol Bernadet.
En 1868, il travaille sur la réhabilitation de l'ancien hôpital de la Sainte-Croix de Barcelone.